# Schumannianthus
Schumannianthus es un género con tres especies de plantas herbáceas perteneciente a la familia Marantaceae. Es originario de la India hasta Filipinas.

## Especies
- Schumannianthus dichotomus Gagnep.
- Schumannianthus monophyllus Suksathan, Borchs. & A.D.Poulsen
- Schumannianthus virgatus Rolfe